# Catatonia
Ne doit pas être confondu avec Katatonia.
Catatonia est un groupe de rock alternatif britannique, originaire de Cardiff, au Pays de Galles. Il est actif entre 1992 et 2001. Le groupe se composait de Cerys Matthews au chant, Mark Roberts à la guitare, Paul Jones à la basse, Owen Powell à la guitare et Aled Richards à la batterie.

## Biographie

### Origines (1992)
Catatonia est formé après que Mark Roberts et Cerys Matthews aient inventé leur groupe à Cardiff en 1992 dans les médias afin de se donner une meilleure crédibilité. Matthews était fan de l'ancien groupe de Roberts, Y Cyrff. Ils se rencontrent et commencent à écrire des morceaux à la fin de 1991,. Ils écriront dans leurs paroles les quatre ans de leur  relation. Leur nom de groupe s'inspire de l'expérience vécue par Matthews dans un hôpital psychiatrique, et d'un ouvrage intitulé The Doors of Perception d'Aldous Huxley.
Roberts et Matthews croiseront régulièrement le chemin d'Owen Powell à cette période (ex membre d'Y Cyrff, actuel membre de Colour 45). Les deux groupes entraient en compétition lors du Cardiff Bay Music Fiesta, et alors que Colour 45 se classe 10e, Sweet Catatonia se classe 45e. Roberts et Matthews recrutent un batteur, Stephen « Frog » Jenkins, du groupe U Thant, et continuent d'enregistrer des morceaux bilingues anglais/gallois. Le groupe commence à jouer en concert, avec Matthews et Roberts qui boosteront verbalement leur popularité. Ils sont découverts par la compagne du chanteur du groupe The Pooh Sticks, qui pensait que Matthews incarnerait parfaitement la voix féminine du groupe. Mais après avoir vus Sweet Catatonia jouer, les membres du groupe ne s'accordent pas, et Matthews reste au sein de Catatonia. D'autres enregistrements suivent, avec l'arrivée de Guto Pryce. Cette session comprend le morceau Gyda Gwen qui attirera l'attention de Rhys Mwyn du label Crai Records.

### WhaleetBleed(1993–1995)
La formation du groupe change après sa signature au label Crai, avec Jenkins et Pryce qui partiront pour se consacrer à d'autres projets. Mwyn auditionne auprès de Matthews et Roberts, et est rejoint par Dafydd Ieuan à la batterie ; Ieuan faisait partie d'autres groupes qui ont joué avec Y Cyrff de Robert. Un autre membre, du désormais raccourci Catatonia, était membre de Y Cyrff, Paul Jones, qui endossera la basse. Le dernier membre à les rejoindre est Clancy Pegg aux claviers, qui s'est lié d'amitié avec Roberts et Matthews après avoir emménagé à Cardiff. Ils jouent leur premier concert à l'international, en Allemagne, en soutien à Mwyn et son groupe de punk rock Anrhefn. Catatonia est engagé par le parti politique Plaid Cymru pour un concert en gallois au Builth Wells, en août 1993, mais ils y joueront finalement en gallois et en anglais.

### Way Beyond Blue(1995–1996)
le groupe commence à travailler sur un premier album, avec Paul Sampson à la production. Ieuan présentera Sampson à Aled Richards, qui sera plus tard remplacé par le batteur de Catatonia après le départ d'Ieuan pour Super Furry Animals. 

### Paper Scissors Stoneet séparation (1999–2001)
Le groupe arrête les concerts après celui du NetAid en octobre 1999 et 2001. Ils reviennent pour un concert de charité le 28 avril. Ils jouent plusieurs morceaux issus de l'album, à ce stade intitulé It's What's Not There That Makes What's There What It Is. En mai, ils le rebaptisent Paper Scissors Stone. Catatonia joue en tête d'affiche du festival T in the Park le 7 juillet, après un concert au Lighthouse de Glasgow. Le premier single de l'album, Stone by Stone, est mal accueilli par la presse, le NME lui attribuant une note de 1 sur 10.
Le groupe se sépare la même année. Matthews publie son premier album solo, Cockahoop, en mai 2003. Son deuxième album, Never Said Goodbye, est publié en août 2006. En novembre 2007, elle sort un mini-album en gallois intitulé Awyren=Aeroplane au label My Kung Fu. Elle revient à la fin de 2009 pour deuxalbums enregistrés en gallois et en anglais (Paid Edrych I Lawr et Don't Look Down, respectivement). Powell écrira des morceaux pour Duffy et animera une émission en gallois pour la Radio Cymru.

## Membres

### Derniers membres
Sous le nom Paper Scissors Stone
- Cerys Matthews – chant
- Mark Roberts – chant, guitare
- Owen Powell – guitare
- Paul Jones – basse
- Aled Richards - batterie

### Anciens membres
- Dafydd Ieuan – batterie
- Clancy Pegg – claviers[1]
- Stephen « Frog » Jenkins – batterie
- Guto Pryce – guitare[19]

## Discographie

### Albums studio
- 1996 : Way Beyond Blue
- 1998 : International Velvet
- 1999 : Equally Cursed and Blessed
- 2001 : Paper Scissors Stone

### Compilations
- 1995 : The Sublime Magic of Catatonia
- 1998 : The Crai-EPs 1993/1994
- 2002 : Greatest Hits
- 2006 : Platinum Collection
- 2011 : Road Rage: The Very Best Of Catatonia